# Улісс глузує з Поліфема
«Улісс глузує з Поліфема» (англ. Ulysses Deriding Polyphemus) — картина Вільяма Тернера, створена у 1829 році. Картина була виставлена в Королівській академії мистецтв у 1829 році. Зараз експонується в 34-му залі Національної галереї в Лондоні.

## Історія
Задум картини виник ще у 1807 році, про це свідчить дата в етюднику, що містить чорновий ескіз твору. Саму картину Тернер написав у лютому 1829 року після повернення з другої подорожі по Італії, поспішаючи завершити її до виставки Королівської академії, яка відбулася у травні.
Картина була виставлена в Королівській академії мистецтв у 1829 році. У 1856 році вона була придбана Національною галереєю. Зараз експонується у 34-му залі галереї.

## Сюжет
«Улісс глузує з Поліфема» — традиційний по сюжету і новаторський по трактовці твір.
Сцена з «Одіссеї» Гомера: Одіссей (Улісс), відпливши від острова циклопів, насміхається над схожим на скелю чи хмару Поліфемом (зліва), якого до цього зі своїми супутниками осліпив.
На одному з прапорів можна побачити сцену з Троянським конем. Морські божества нереїди, ніби хвилі, пливуть перед кораблем. Коні Аполлона (або Аврори) піднімаються над горизонтом на тлі сонця, що сходить. Скеля з пробитою хвилями та вітрами крізною аркою взята художником з етюду, зробленого ним на березі Неаполітанської затоки.
Італійські враження також відбилися у цій роботі: наприклад, колірні ефекти, навіяні фресками епохи Ренесансу, які Тернер вивчав в Італії. Більш того, ці ефекти і стають головними героями роботи, відсуваючи власне міфологічний сюжет на другий план.

## Аналіз
У картині наявне своєрідне сполучення античної міфології із сучасними Тернеру науковими даними і конкретними спостереженнями. Тернер зобразив дим, що піднімається над горою циклопа. Але дим піднімається не від пастуших багать, а з кратера вулкана. Острів Поліфема — вулканічний, а сам він як його органічна частина безпосередньо пов'язаний з уявленнями про стихійні сили природи. Адже, наприклад, згідно «Теогонії» Гесіода, інші циклопи Стероп та Бронт були уособленнями блискавки та грому. У кінці XVIII століття була висунута наукова гіпотеза, згідно якої вулканічний попіл та блискавки про електричних розрядженнях утворюють метеорити. Під час падіння яких гримить грім.
Морські печери зліва на картині, у глибинах яких палає полум'я, судячи по їхнім розмірам, зовсім не житло циклопа, а, можливо, є втіленням ще однієї наукової теорії — натураліста і поета Еразма Дарвіна, який вважав, що походження вулканів пов'язане з вливанням морської води у палаючі надра землі.
В «Одіссеї» нічого не сказано про зграю нереїд, що бавляться навколо корабля Улісса. Тернер використовував для своїх лекцій популярний у ті часи трактат «Мистецтво живопису» Герарда де Лересса, згідно якому, нереїди мають позначати «різноманітні якості та ефекти води». На полотні «Улісс глузує з Поліфема» нереїди із зірками на лобі, мабуть, уособлюють, по задуму Тернера, явище фосфоресценції у природі. А філософ і натураліст Джозеф Прістлі дав зведення відомостей про світіння деяких предметів у зв'язку із гниттям та про деякі інші явища фосфоресценції у дослідженні «Історія і сучасний стан відкриттів у галузі зору, світла та кольору» (1772). Цю книгу Тернер також використовував при підготовці власних лекцій, як і поему «Ботанічний сад» Еразма Дарвіна, у якій зображені спостереження мандрівників тропічними морями, «коли корабель пливе, ніби оточений вогнями, і залишає за собою слід, що світиться. А якщо море трохи хвилюється, кожна крапля світиться і мерехтить».
Ще одна риса картини — особливе тлумачення передсвітанкового неба. На перший погляд, небеса з чудовою феєрією сходу сонця подані достатньо природно. Але від місця появлення світила віялом розгортається зображення здиблених коней. Ці коні Аврори запозичені Тернером зі скульптур фронтону Парфенону. Вдома у Тернера зберігалися гіпсові виливки зі скульптур Парфенону. Таким чином, художник ідентифікував своїх алегоричних коней Аврори з їхніми прототипами у пластиці, спробувавши з'єднати ідеальне і реальне, міфологічний образ з образом реального пейзажу. Тобто «Улісс глузує з Поліфема» є однією із сходинок, що веде до злиття історії, дійсності та уяви у художніх образах пізніх робіт Тернера.
Галера Улісса залита світлом навіть у тих частинах, куди не можуть проникнути його промені. Контраст між темрявою печери циклопа і полиском ранішнього неба дуже великий. Але Тернера не бентежили натуралістичні невідповідності, він сміливо збільшував звучність світла, якщо, на його погляд, загальна виразність цілого від цього вигравала. Тернер скептично відносився до можливості встановити непорушні, постійні закони кольору і світла для живопису. І невипадково один із дослідників назвав «Улісса» «міфологією світла».